# 万达广场站
万达广场站是金华轨道交通金义东线的一座地下车站，位于中华人民共和国浙江省金华市金东区多湖街道李渔东路东市南街交叉口，金华万达广场附近。而本站标段于2017年7月28日作为金义线首批标段的一部分开工，施工单位为宏润建设集团有限公司；而车站施工则于2018年1月16日正式开始，采用明挖顺筑法施工。车站西邻武义江、是金义东线金华市区内的最后一个地下车站，线路于本站东侧至大堰河站区间出地。本站被运营方认定为未来客流大站。

## 车站结构

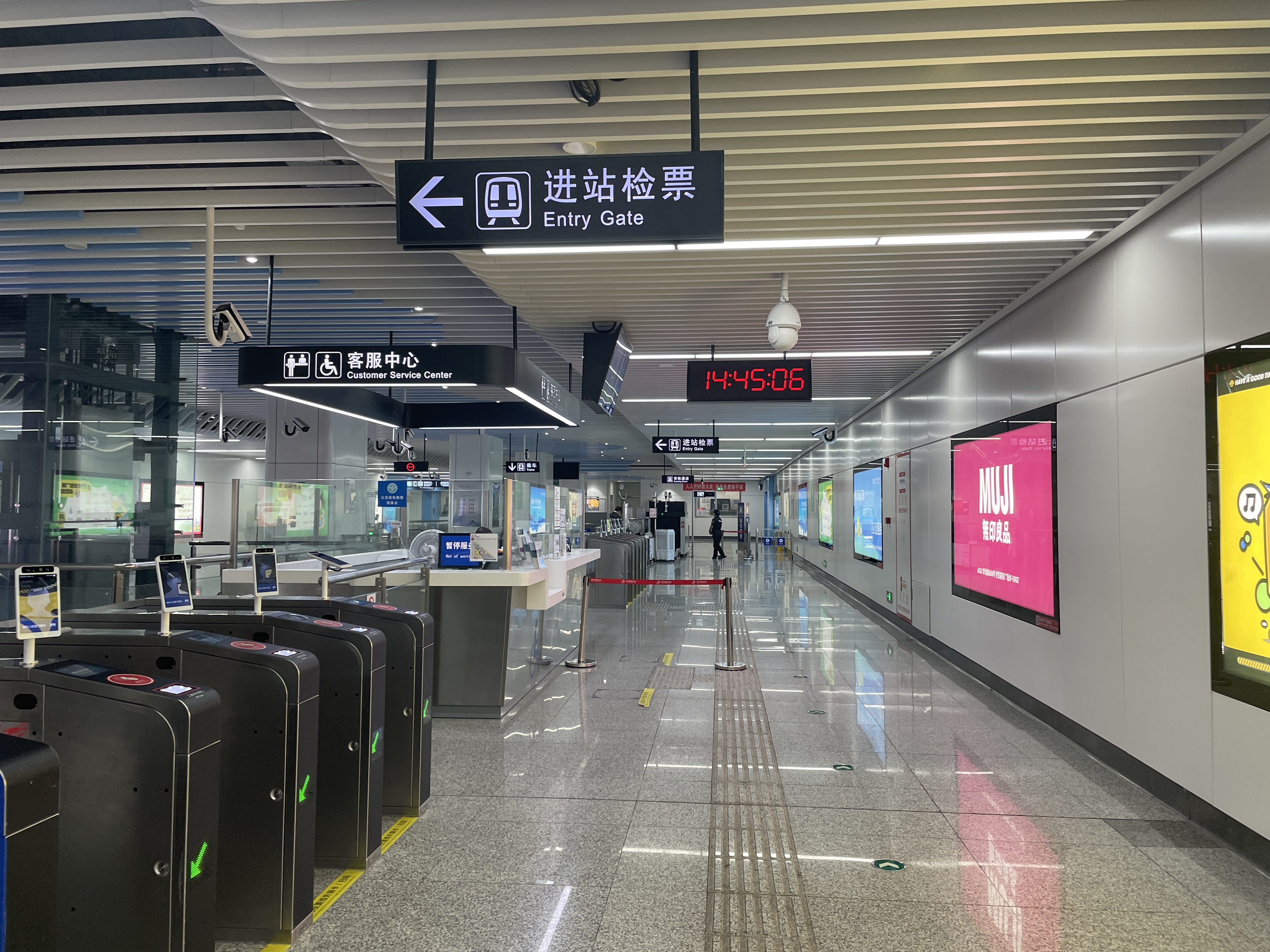
车站站厅

### 楼层分布
万达广场站为地下三层单柱岛式站台车站，沿李渔东路东西向布置，总建筑面积12993平方米，设有4个出入口和2个风亭。其中地下一层为设备层，层高6.5米；地下二层为站厅层，层高5.85米；地下三层为站台层，轨道面埋深23.08米，站台长114米、宽11米。
| 地面 |                    | 出入口                          |  |  |
| -1层 | 地下通道           | 市政隧道、设备、部分商业        |  |  |
| -2层 | 站厅               | 票务服务、自动售票机、卫生间    |  |  |
| -3层 |                    | █ 金义东线 往金华站（八一南街） |  |  |
|      | 岛式站台，左侧开门 |                                 |  |  |
|      |                    | █ 金义东线 往秦塘（大堰河街）   |  |  |

### 出入口
万达广场站共设有4个出入口。
| 编号          | 建议前往的目的地                   | 图片 |
| ------------- | ---------------------------------- | ---- |
| A             | 东市南街、李渔东路、光南路、栖凤街 |      |
| B             | 东市南街、李渔东路、光南路         |      |
| C             | 东市南街、李渔东路、宋濂路         |      |
| D             |                                    |      |
| 註： 设有电梯 |                                    |      |